# Бокоба (муниципалитет)
Бокоба́ (исп. Bokobá) — муниципалитет в Мексике, штат Юкатан, с административным центром в одноимённом городе. Численность населения, по данным переписи 2010 года, составила 2053 человека.

## Общие сведения
Название происходит от майяйского: Bokob — бурлить, грести и A, Ha — вода, что может означать бурлящая вода.
Площадь муниципалитета равна 72 км², что составляет 0,18 % от общей площади штата, а наивысшая точка — 14 метров, расположена в поселении Мукуйче-Кампос.
Он граничит с другими муниципалитетами Юкатана: на севере с Мотулем и Сумой, на востоке с Теканто, на юге с Исамалем и Октуном, и на западе с Какальченом.

## Учреждение и состав
Муниципалитет был образован в 1900 году, а в его состав входят только административный центр и бывшая асьенда.
| Код INEGI | Населённый пункт                                                              | Численность населения (2005 год) | Численность населения (2010 год) |
| --------- | ----------------------------------------------------------------------------- | -------------------------------- | -------------------------------- |
| 005       | Всего                                                                         | 1958                             | 2053                             |
| 0001      | Бокоба (исп. Bokobá) 21°00′23″ с. ш. 89°10′46″ з. д. (административный центр) | 1955                             | 2052                             |
| 0002      | Мукуйче-Кампос (исп. Mucuyché Campos) 20°57′52″ с. ш. 89°10′02″ з. д.         | 3                                | 1                                |

## Экономика
По статистическим данным 2000 года, работоспособное население занято по секторам экономики в следующих пропорциях: сельское хозяйство, скотоводство и рыбная ловля — 30,3 %, промышленность и строительство — 27,9 %, сфера обслуживания и туризма — 40,9 %, прочее — 0,9 %.

## Инфраструктура
По статистическим данным 2010 года, инфраструктура развита следующим образом:
- электрификация: 97,4 %;
- водоснабжение: 97,9 %;
- водоотведение: 58 %.

## Достопримечательности
К достопримечательностям можно отнести церковь Пресвятой Богородицы, построенную в XVII веке, и асьенду Мукуйче-Кампос.

## Фотографии

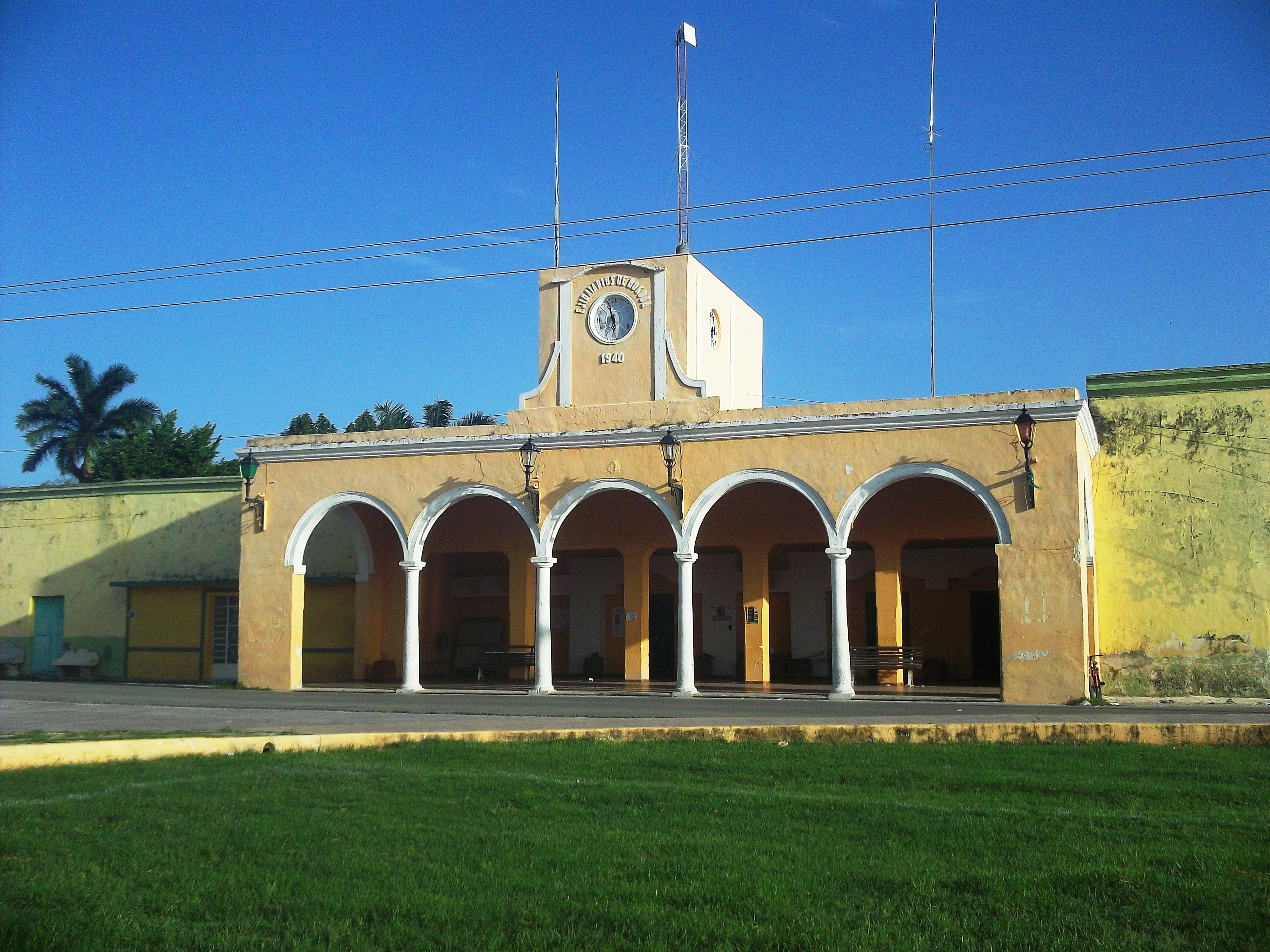
Здание администрации
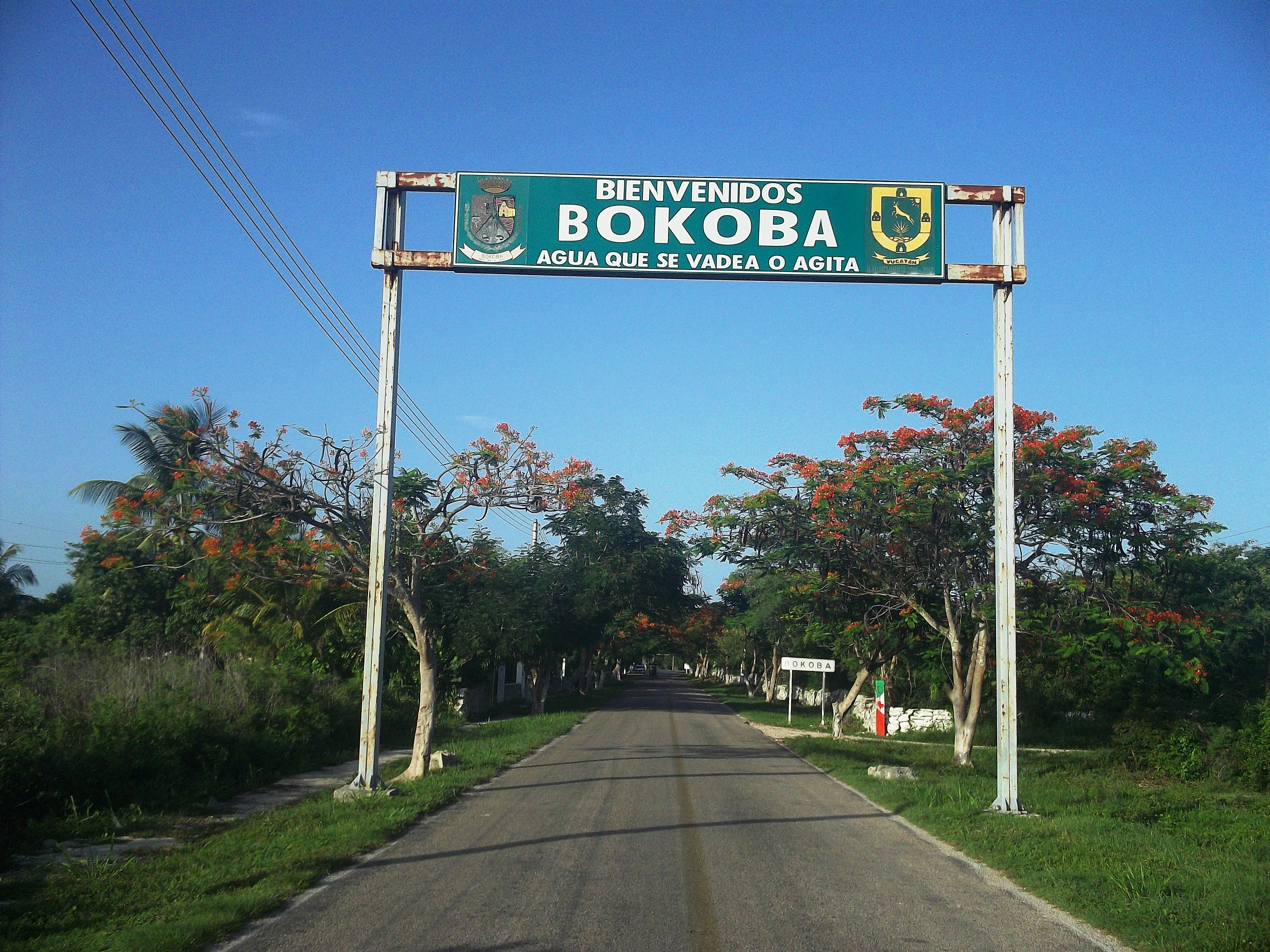
На въезде в муниципалитет
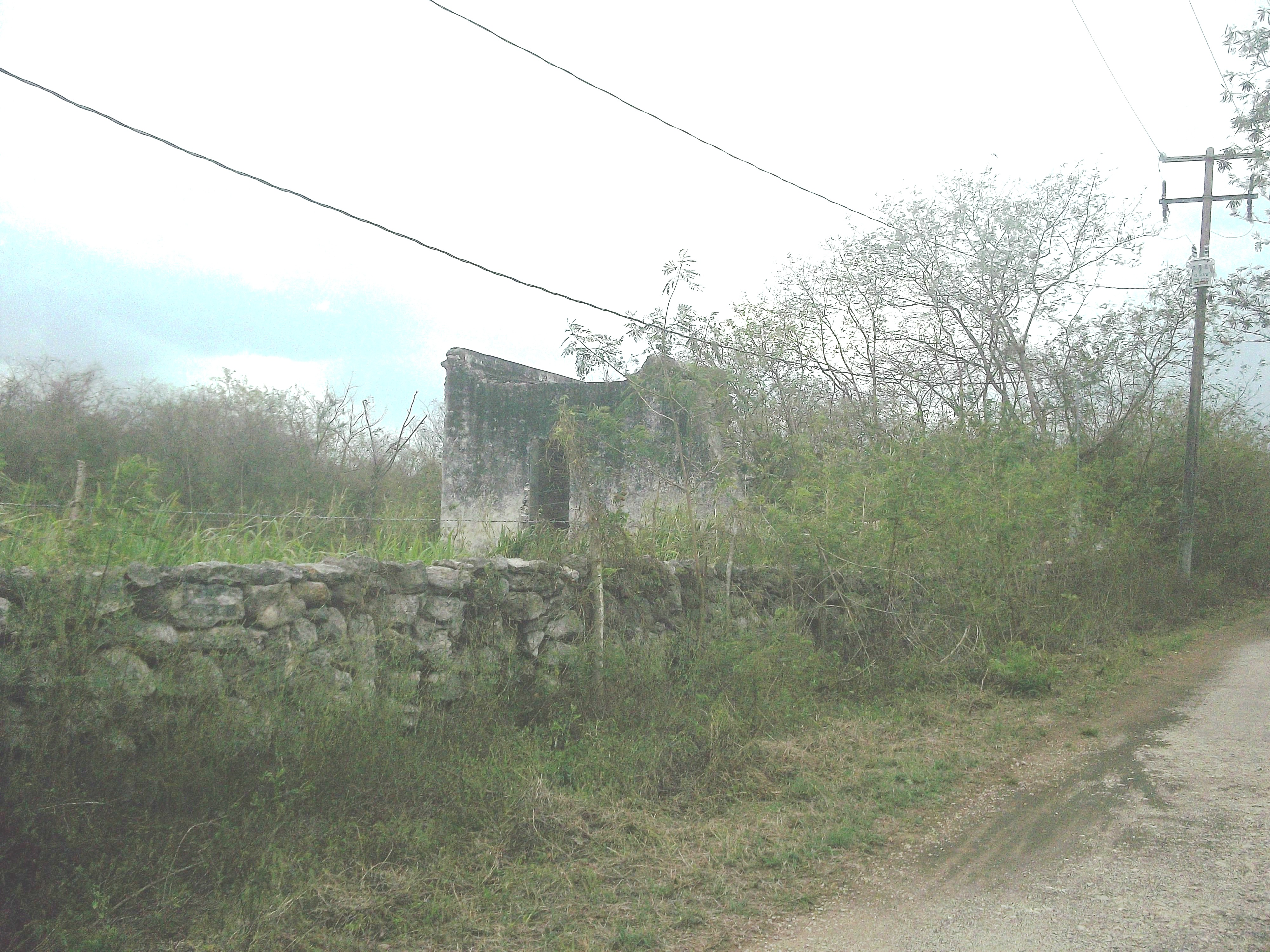
Бывшая ж/д станция